# فرودگاه بین‌المللی ایرکوتسک
فرودگاه بین‌المللی ایرکوتسک (به انگلیسی: International Airport Irkutsk) یک فرودگاه مسافربری با کد یاتا IKT است که یک باند فرود بسپار آسفالت بتن دارد و طول باند آن ۳۵۶۴ متر است. این فرودگاه در شهر ایرکوتسک کشور روسیه قرار دارد و در ارتفاع ۵۱۱ متری از سطح دریا واقع شده‌است.

## شرکت‌های هواپیمایی و مقصدهای پروازی

### مسافری

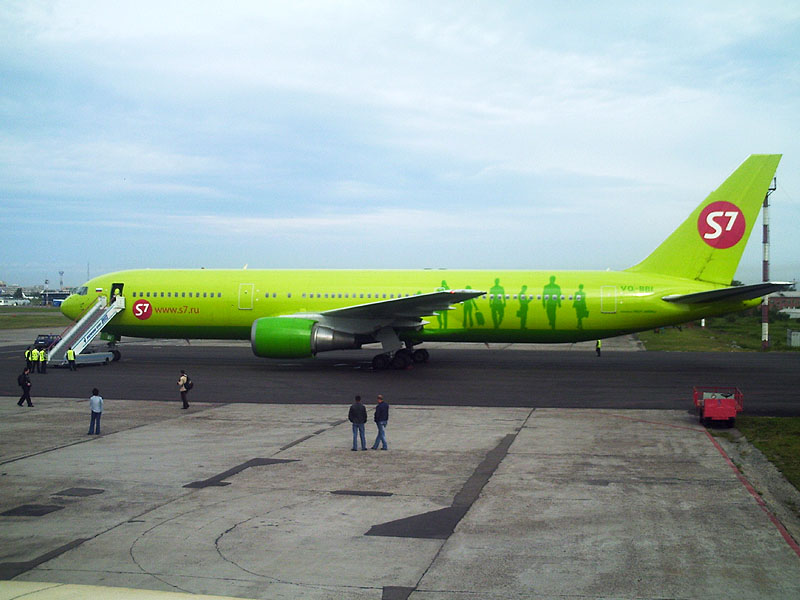
بوئینگ ۷۶۷ of اس۷ ایرلاینز

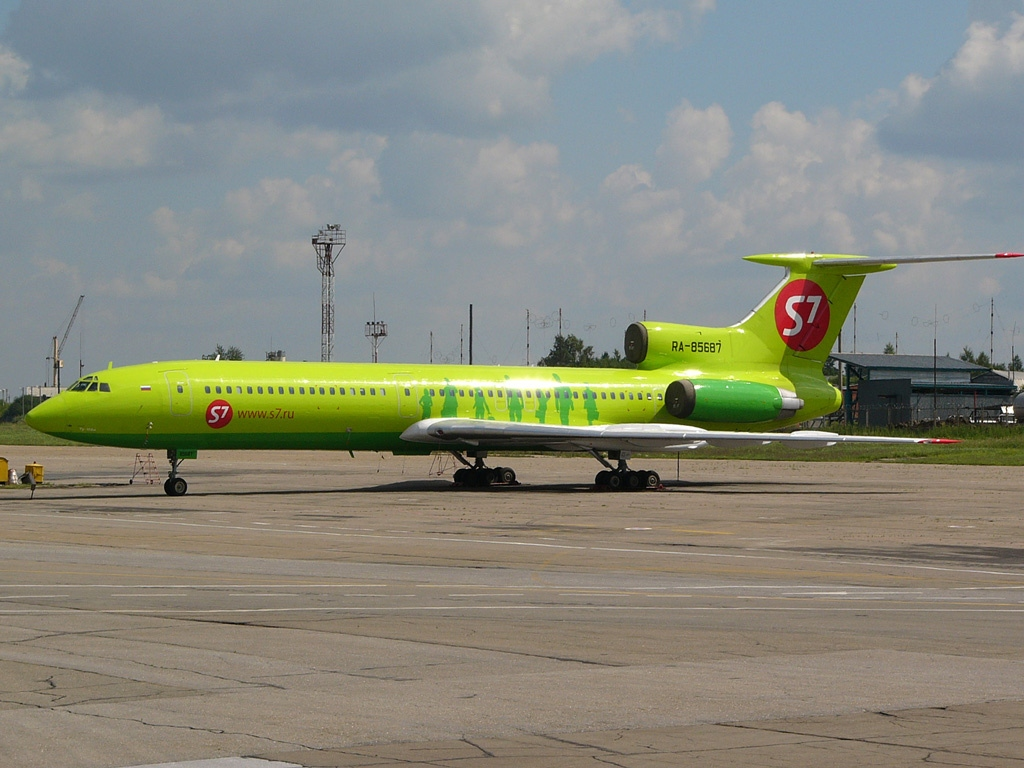
اس۷ ایرلاینز توپولف-۱۵۴ in new livery parked at Irkutsk Airport.

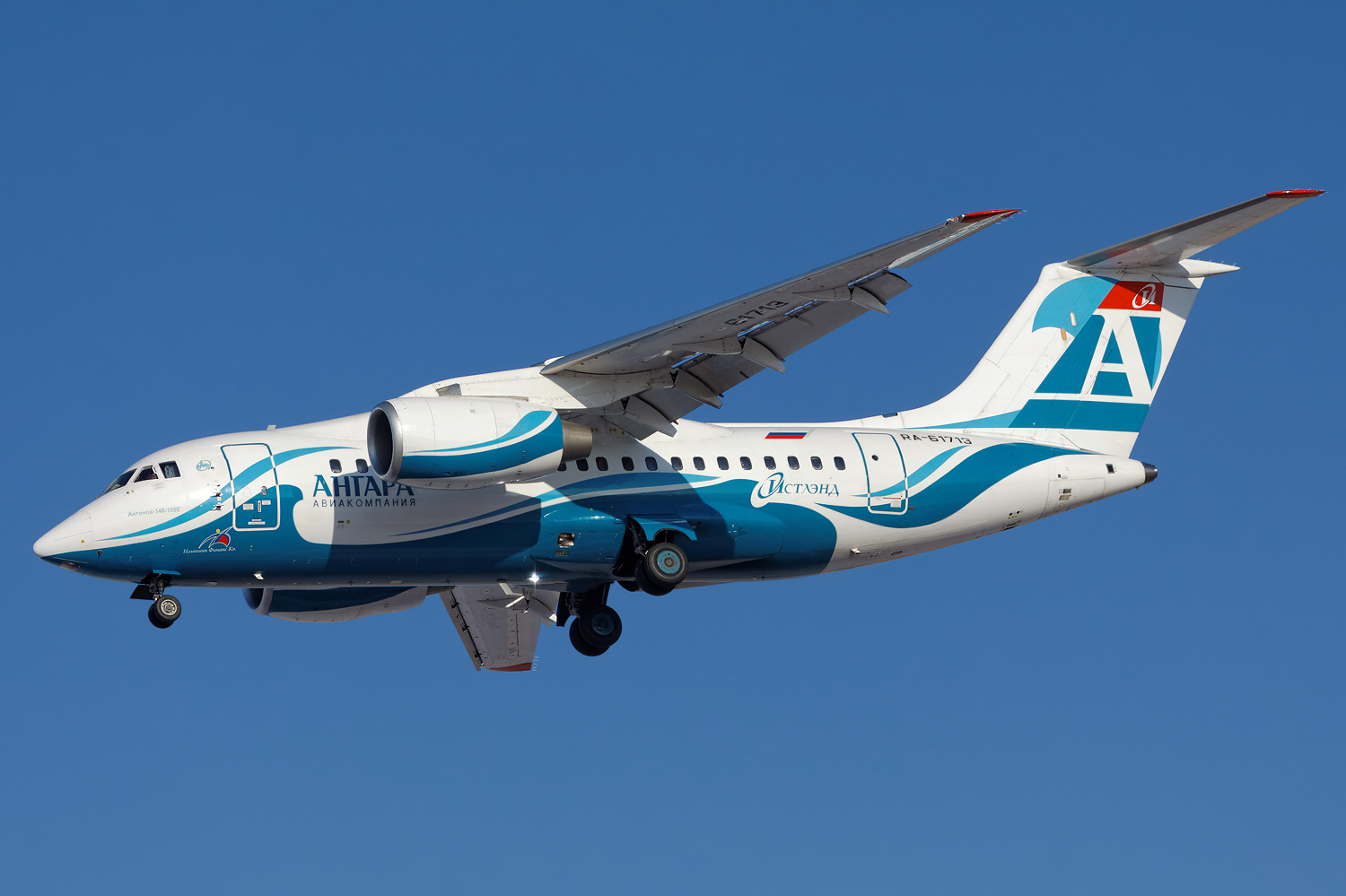
آنگارا ایرلاینز آنتونوف-۱۴۸ landing at Irkutsk Airport.

| شرکت‌های هواپیمایی           | مقصدهای پروازی |
| --------------------------- | --- |
| Aero Mongolia               | بویانت-اوخا |
| آئروفلوت                    | شرمتیوو |
| آئروفلوت اجرا توسط آورورا   | خاباروفسک ناوی |
| Alrosa Mirny Air Enterprise | لنزک، میرنی، پولیارنی |
| آنگارا ایرلاینز             | بودایبو، براتسک، کادالا، اربوگاچن، کیرنسک، یملیانو، ماما، میرنی، تولمچوا، Olyokminsk، پولیارنی, Talakan، اولان‌اوده، اوست-کوت، ولادی‌وستوک، یاکوتسک فصلی: سوچی                                                           |
| اویا ترافیک کمپانی          | اوش |
| هواپیمایی شرقی چین          | چارتر فصلی: جینان یاکیانگ، اوردوس ایجین هورو، شی‌آن شیان‌یانگ، یانتای چائوشوی |
| هواپیمایی جنوبی چین         | فصلی: هاربین تایپینگ |
| هاینان ایرلاینز             | پکن |
| ایر آئرو                    | بارنائول, ایگناتیوا، بودایبو، براتسک، کادالا، هاربین تایپینگ، خاباروفسک ناوی، یملیانو، لنزک، سوکول، مانژولی ضیاجیاو، دوموده‌دوو، نیژنوارتوفسک، شنینگ تخین، تولمچوا، تسنترالنی، اولان‌اوده، اوست-کوت، ولادی‌وستوک، یاکوتسک |
| جونیائو ایرلاینز            | فصلی: شانگهای پودنگ |
| کورین ایر                   | فصلی: اینچئون |
| Lucky Air                   | چنگدو شوانگلیو |
| نورداستار                   | کیزیل، تولمچوا |
| نوردویند ایرلاینز           | چارتر فصلی: انگوراه رای، کرابی، کام رانح، پوکت، سانیا فونیکس |
| Pegas Fly                   | چارتر فصلی: سووارنابومی، بارسلونا-ال پرات، بورگاس، آل مکتوم، هراکلین، کام رانح، یو-تاپائو |
| PANH                        | کازاچینسک، نیژنئودینسک، ژلزنوگورسک، اولان‌اوده |
| Polar Airlines              | لنزک |
| اس۷ ایرلاینز                | سووارنابومی، پکن، هنگ کنگ، سوکول، دوموده‌دوو، تولمچوا، یو-تاپائو, ولادی‌وستوک فصلی: اینچئون |
| سامان ایر                   | دوشنبه |
| تیانجین ایرلاینز            | فصلی: بائوتو ارلیبان، چنگچینگ ییانگبی چارتر فصلی: اوردوس ایجین هورو |
| اورال ایرلاینز              | سووارنابومی, چانگچون لونگییا، هاربین تایپینگ، خاباروفسک ناوی، دوموده‌دوو، اوردوس ایجین هورو, ولادی‌وستوک، کولتسوو |
| یوتی‌ایر اوییشن              | یملیانو، سورگوت، بوگاشف |
| یاکوتیا ایرلاینز            | کادالا، چولمان، تاشکند، یاکوتسک |

### باری
| شرکت‌های هواپیمایی    | مقصدهای پروازی       |
| -------------------- | -------------------- |
| چاینا پستال ایرلاینز | Charter Flights only |
| ولگا-نپر ایرلاینز    | نتاجی سبهاش چندر بوس |